# Коричный альдегид
Коричный альдегид — циннамаль, 3-фенилпропеналь, β-фенилакролеин, cinnamic aldehyde, cinnamaldehyde, органическое вещество из группы фенилпропаноидов, существует в виде транс- и цис-изомеров, причём в природе встречается только в транс-форме.
Коричный альдегид был выделен из коричного эфирного масла в 1834 Ж. Б. Дюма и Э. М. Пелиго и синтезирован в лаборатории Луиджи Кьоцца в 1856.

## Свойства
|             | Тпл, °C | Ткип, °C             | Твсп, °C | d420   | nD20   |                                                                |
| ----------- | ------- | -------------------- | -------- | ------ | ------ | -------------------------------------------------------------- |
| транс-форма | -7,5    | 253 (760 мм рт. ст.) | 134      | 1,0500 | 1,6195 | бесцветная или бледно—жёлтая жидкость с сильным запахом корицы |
| цис-форма   | —       | 68 (0,4 мм рт. ст.)  | —        | 1,0436 | 1,5937 | бесцветная жидкость с сильным запахом корицы                   |

Нерастворим в воде и петролейном эфире, растворим в 70%-ном этаноле (1:2—3), эфире.
Коричный альдегид проявляет обычные свойства α— и β—ненасыщенных альдегидов, хотя двойная связь в нём активирована слабее, чем в акролеине.
На воздухе медленно окисляется в коричную кислоту, а сильными окислителями — в бензойную и уксусную кислоты. Может восстанавливаться по альдегидной группе, двойной связи или одновременно по обоим направлениям. Присоединяет NaHSO3 по альдегидной группе и двойной связи с образованием водорастворимого продукта; реакция используется для выделения коричного альдегида из эфирных масел.

## Нахождение в природе
Коричный альдегид — главная составная часть коричного (до 90 %) и кассиевого (до 75 %) эфирных масел, обусловливающая их запах; содержится также в масле пачули, гиацинта и др.

## Получение
В промышленности его получают конденсацией бензальдегида с ацетальдегидом при катализе водным раствором щёлочи.

## Применение
Коричный альдегид — компонент парфюмерных композиций, пищевых эссенций, отдушек для мыла; применяется для получения коричного спирта, циннамилциннамата и некоторых других душистых веществ.
Коричный альдегид также используется как фунгицид. Его низкая токсичность и доказанная эффективность для более чем 40 различных зерновых культур делают его идеальным для сельского хозяйства. Кроме этого коричный альдегид применяется в качестве инсектицида и средства для отпугивания животных (кошек и собак).
Также он известен как коррозионный ингибитор для стальных и железных сплавов.